# 大韓帝国軍

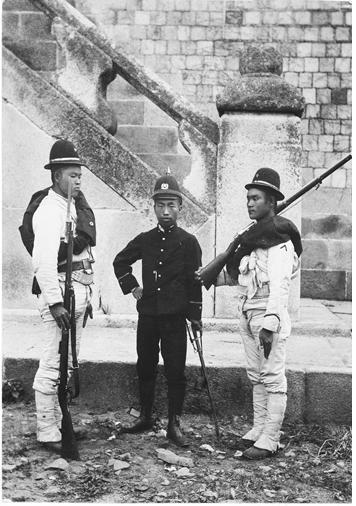
大韓帝国軍の兵士

大韓帝国軍（だいかんていこくぐん）は、大韓帝国の国軍である。皇帝の統帥権の下に置かれた。兵役制度は志願制度であった。

## 概要

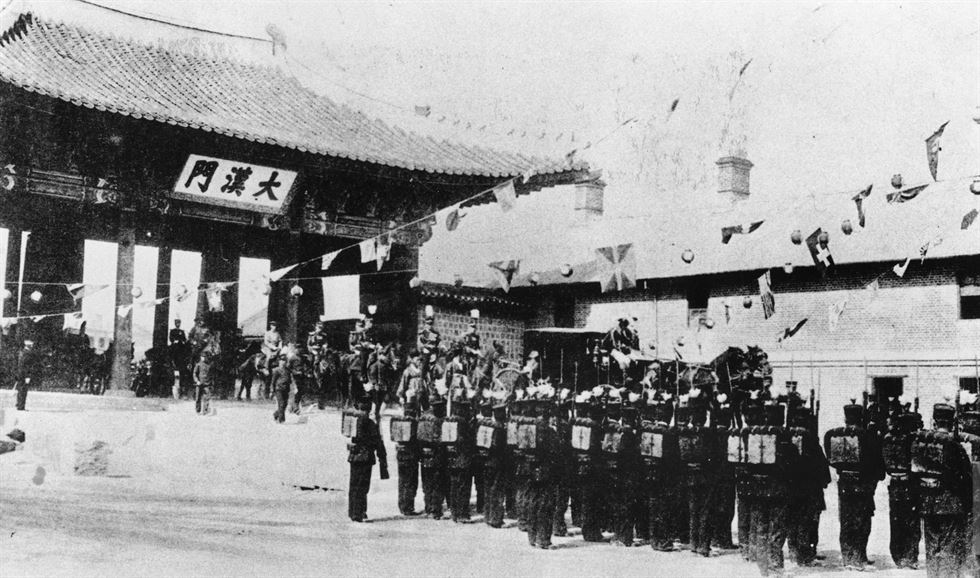
大韓帝国軍の兵士

李氏朝鮮は1894年から1895年にかけて行われた急進的な近代化改革、甲午改革により旧態依然とした朝鮮軍の刷新に取りかかった。1895年2月12日（開国504年1月18日）、親軍四營兵士の中から選抜され楠瀬幸彦ら日本人軍事顧問を教官とする訓練隊が設立された。続いて5月には、アメリカ人やロシア人を教官とし徳寿宮や皇帝の護衛を担う親衛隊と、更にそこからの選抜人員で侍衛隊が編成された。10月に起こった乙未事変によって侍衛隊は訓練隊に吸収されたが、訓練隊も間もなく閔妃殺害の責任をとって解散させられ、親衛隊と鎮衛隊に改編された。1897年1月にロシアの支援で侍衛隊が復活。10月に国号は大韓帝国と改められ、大韓帝国軍は親衛隊、中央軍たる侍衛隊、地方軍たる鎮衛隊の三つの部隊でスタートすることとなった。

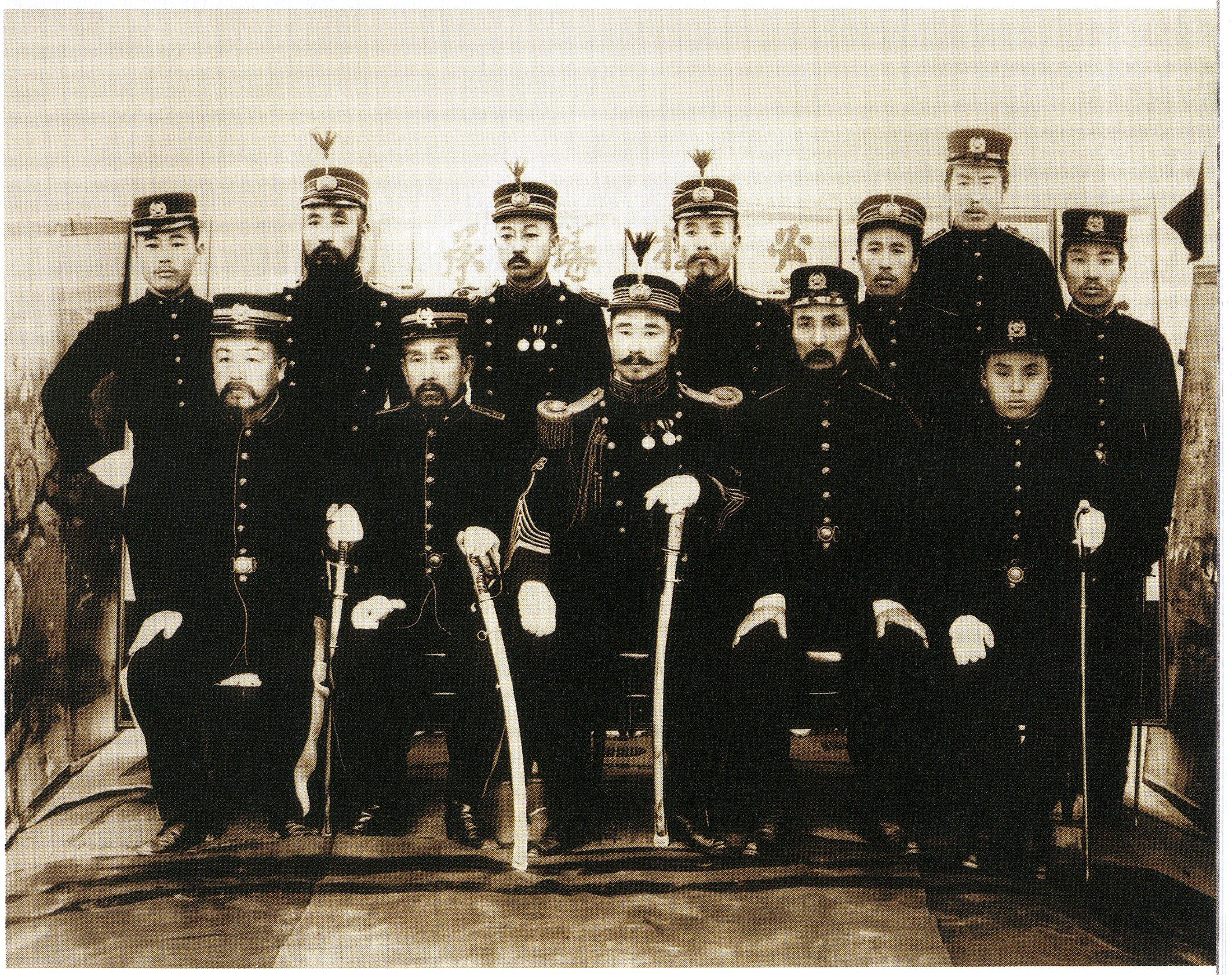
水原歩兵大隊江華分遣隊の将兵

1899年、大韓帝国の基本法典である「大韓国国制」第5条によると「大韓国大皇帝におかれては、国内陸海軍を統率し、編制を定め、戒厳解戒を命ずる。」とし、大日本帝国軍に倣った国軍を編成することになっていた。しかし日本軍とは異なり徴兵制度を採用せず、李氏朝鮮時代以来の志願制を採用していた。法制上の兵力は約9000人であった。
1902年、親衛隊は侍衛隊と統合され、2個連隊からなる侍衛渾成旅団が成立。一方、鎮衛隊は1900年9月より全国的編成を展開し、最盛期には6個連隊2万人程度の兵力を有していたが、日露戦争以降8個大隊に縮小された。

## 解散

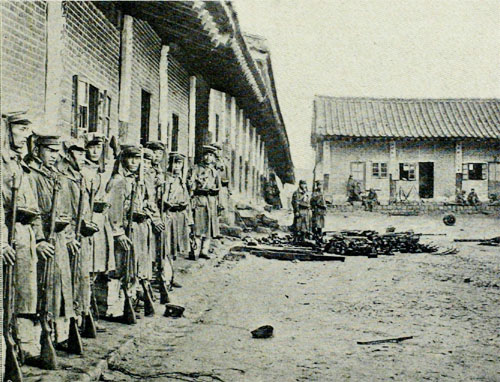
侍衛隊の蜂起を鎮圧し兵営を占領した日本軍。1907年8月1日撮影。

1907年（光武11年）7月24日に結ばれた第三次日韓協約に伴う秘密協定（付属覚書）に軍隊解散の規定があった。8月1日、夜明け前から激しい雨が降っていたが、大韓帝国軍将校は非常呼集により、各部隊に配属されていた日本軍将校にともなわれ朝鮮駐箚軍司令官（長谷川好道）官邸の一室に集合させられた。官邸の周囲は武装した日本軍兵士が包囲し、事情を知らない朝鮮人将校たちの前に長谷川好道とともに現れた軍部大臣の李秉武が大韓帝国軍の解散を命じる純宗の詔勅を突然に告げた。
長谷川好道の指示により、大韓帝国軍の一般の兵士は全員が東大門近くの練兵場「訓錬院（フンリョンウォン）」の広場に集められた。2000人を超える兵士が恩給支給と徒手訓練の名目で銃を持たされずに集合したが、これも銃剣で武装した日本軍が包囲した。軍部協弁（次官）の韓鎮昌が軍の解散と恩給の支給を告げたが、兵士の間には動揺が広がった。

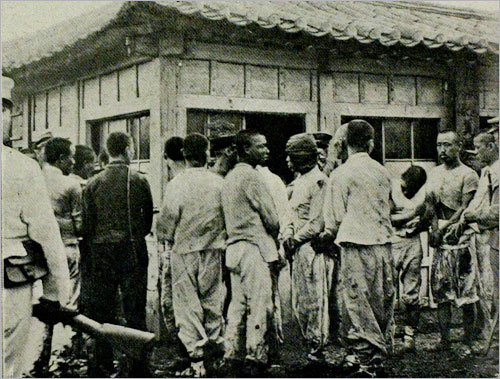
解散時に武装解除される大韓帝国軍。1907年8月1日撮影。

侍衛隊第一連隊第一大隊長の朴昇煥は、不吉な予感から病を理由に官邸にも訓練院にも出頭せず、隣接する第二連隊長の具義善（片野2010では呉義善）もそれにならった。朴昇煥は閔妃殺害以来、日本軍への復讐を考えており、部下たちもそれを知っていた。訓練院での騒動を知った朴昇煥は大韓帝国軍が解散となれば本懐を遂げられぬと察し、呼び出しに来た日本軍将校の前で拳銃により自決した。隊長の殉死を知って激昂した兵士たちは武器庫に殺到するとすばやく武装を固め、第二連隊、訓練院にいた兵士たちもこれに集合し、約600名となった兵士たちは兵営を包囲する日本軍とたちまち銃撃戦になった。

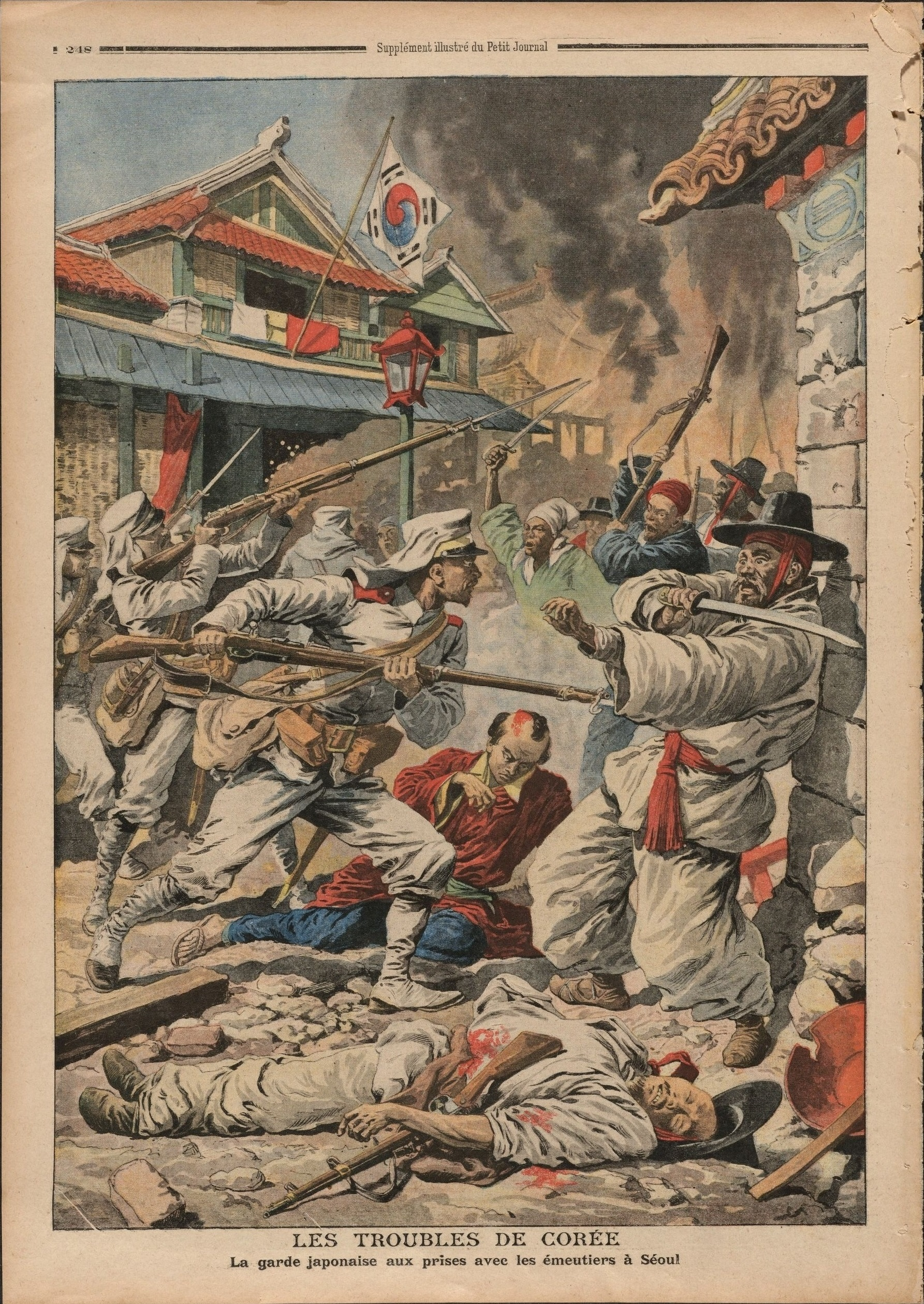
戦闘を伝えるフランスの日刊紙「Le Petit Journal」1907年8月4日付け。

包囲を突破した大韓帝国軍の兵士たちは鐘路から南大門方面に向かったが、ホチキス機関銃を前面に出した日本軍に対し、大韓帝国軍側の兵士たちの弾薬が尽き旧式銃が降雨の中で発火しなくなると激しい白兵戦となった。大韓帝国軍兵士は制圧され逃亡したが、日本軍は逃げ込んだ民家などをしらみつぶしに探索し、この日、朝鮮側は68名が射殺、100名余が負傷、500余名が捕縛された。日本側は梶原義久歩兵大尉（歩兵第五十一聯隊第三大隊第九中隊長）以下、3名死亡、27名が負傷した。
この南大門の戦いは、漢城府が首都となって朝鮮王朝が終わるまでの唯一の戦闘となった。

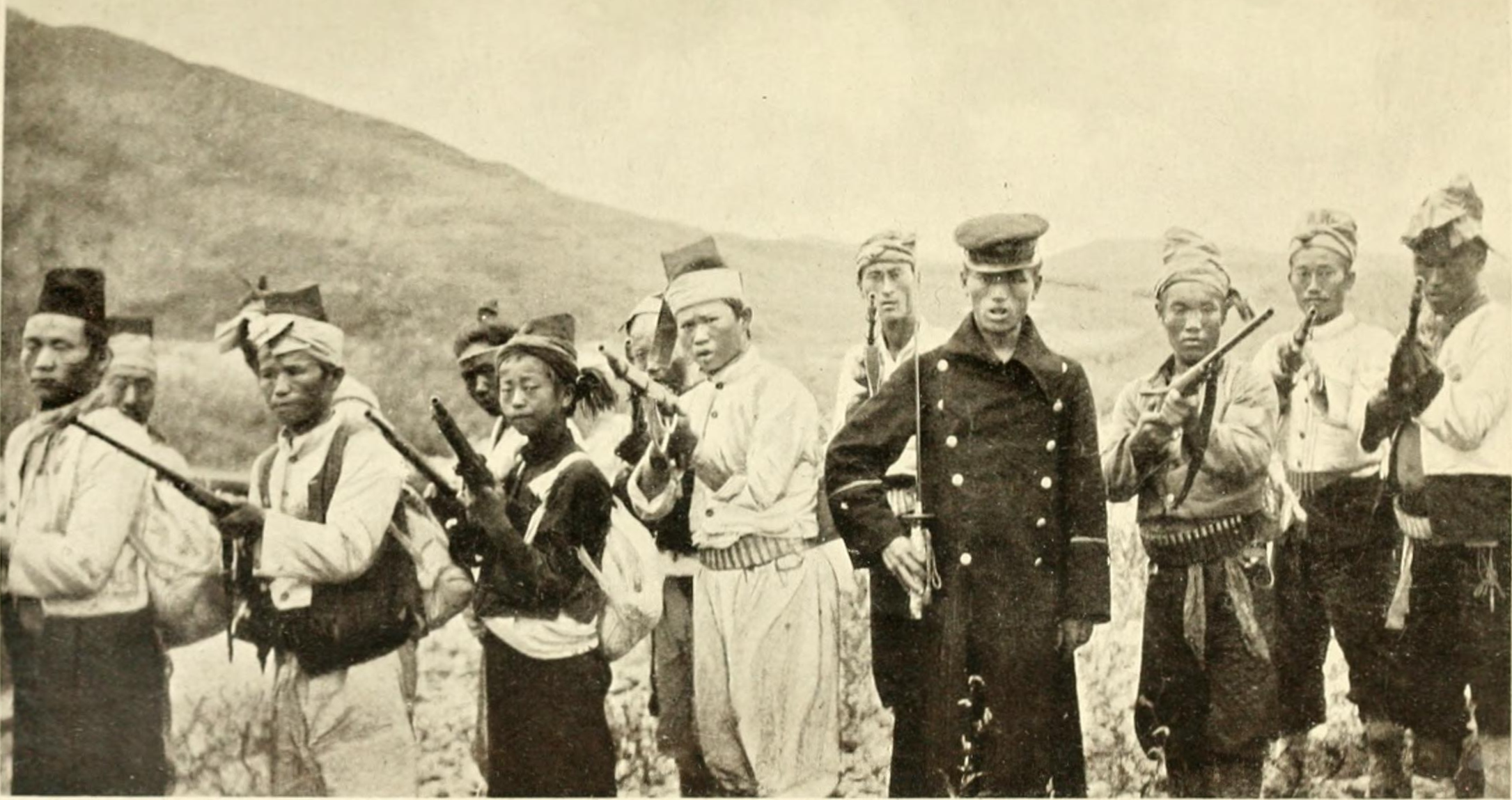
義兵たち。1907年。デイリー・メール記者のカナダ人ジャーナリスト、フレデリック・アーサー・マッケンジーにより撮影。

1907年8月1日に国軍としての大韓帝国軍は解散され、数日後、各地の分遣部隊の解散が行われた。しかし武装解除を拒んだ元将兵の一部は丁未義兵など各地で暴動を起こし、武力による抗日運動である義兵闘争に参加した。旧大韓帝国軍の蜂起は各地で続き、義兵化した民間人などによる抵抗活動も行われ、抵抗は日韓併合後の1914年頃に鎮圧されるまで続いた。
解体された大韓帝国軍は皇帝を護衛する小規模な近衛兵として「近衛歩兵隊」及び「近衛騎兵隊」に再編成された。後身である近衛騎兵隊及び近衛歩兵隊は日韓併合後も「朝鮮歩兵隊」「朝鮮騎兵隊」として存続していたが、徐々に縮小され1930年に完全に廃止された。(詳細は近衛兵#日本統治下の朝鮮)
この他の存続組織として、侍衛軍楽隊は併合後李王職洋楽隊に改編されたが、1915年に解散させられた。

## 組織

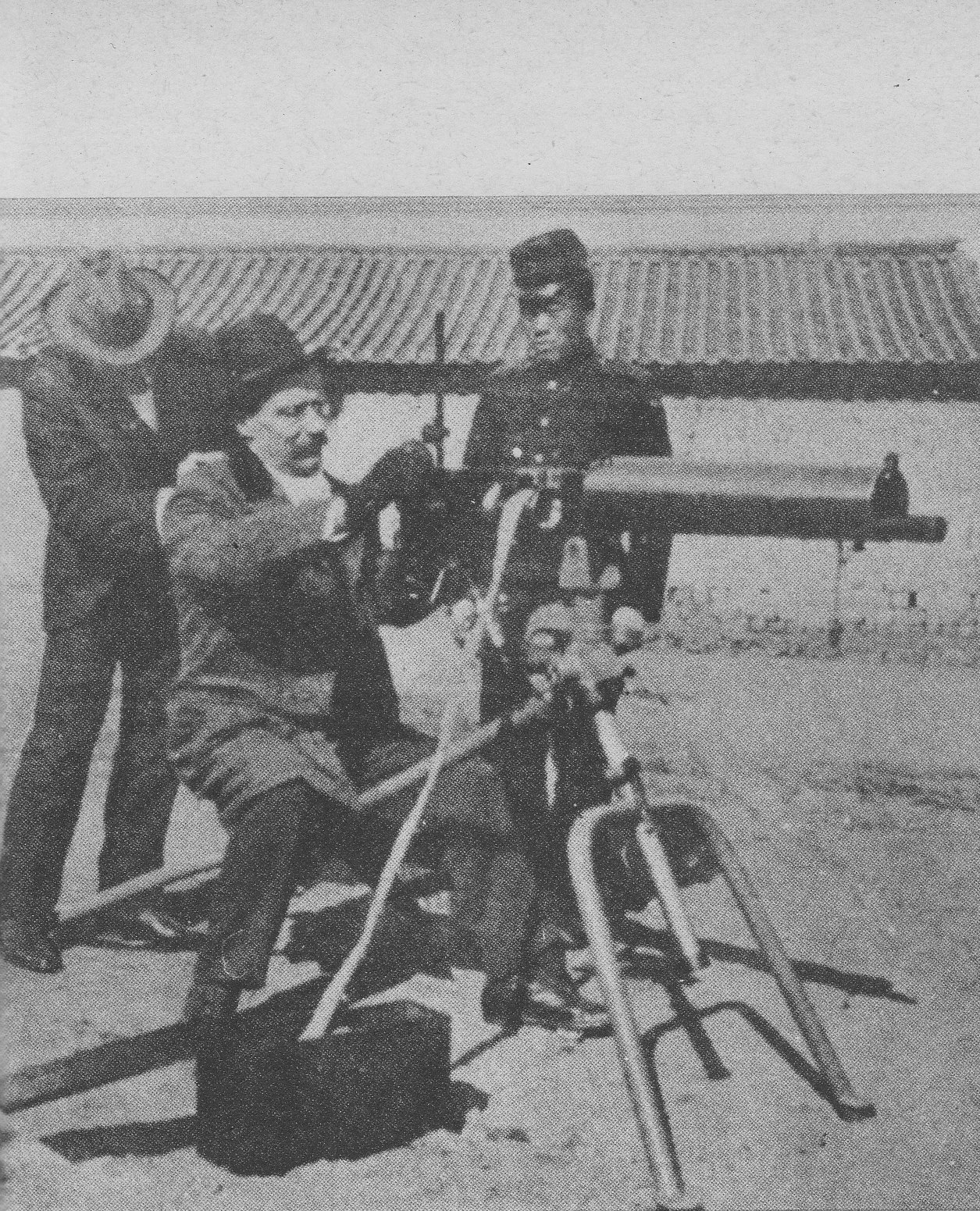
外国人教官の指導の下、機関銃操作の訓練をする大韓帝国軍兵士。

以下、注釈のない限り勅令第6号『軍部官制』（光武9年2月22日）、『韓国駐箚軍 韓国軍隊解散に関する件』（1907年8月2日）、および『承政院日記3206冊』に基づく最終編成を示す。義兵参加者は太字。
この他、陸海軍を統括する機関として元帥府があったが、1904年に廃止。
- 軍部（朝鮮語版）（国防省に相当）次官：韓鎮昌（朝鮮語版）
  - 大臣官房
  - 軍務局（局長：李煕斗参将[16]）
    - 軍事課
    - 歩兵課（課長：李泰来正領）
    - 騎兵課（課長：李敏燮副領）
    - 砲兵課
    - 工兵課
    - 軍法課
    - 医務課
    - 海防課

  - 経理局
  - 参謀局（局長：趙性根参将）
  - 教育局（局長：白性基参将[17]）
    - 教務課
    - 編修課（課長：鄭泰奭参領[18]）
- 侍従武官府（侍従武官長：趙東潤副将[19]）
- 陪従武官府（陪従武官長：李根沢副将）
- 将官会議所
- 憲兵司令部（局長：厳俊源（朝鮮語版）参将、憲兵隊長：張鳳煥副領）
- 憲兵部
- 陸軍法院
- 研成学校（校長：金昇圭（朝鮮語版）参将）
- 武官学校（朝鮮語版）（校長：盧伯麟正領）
- 幼年学校
- 軍器廠（廠長：金鼎禹副領[20]）
- 衛生隊
- 侍衛渾成旅団司令部（旅団長：梁成煥参将[21]、参謀官：朴栄喆参領）
  - 歩兵第1連隊本部（連隊長：李根馨正領）
    - 歩兵第1連隊第1大隊（大隊長：朴昇煥参領）
    - 歩兵第1連隊第2大隊（大隊長：金顕大参領）
    - 歩兵第1連隊第3大隊（大隊長：李容昇参領）

  - 歩兵第2連隊本部（連隊長：具義善正領）
    - 歩兵第2連隊第1大隊（大隊長：李基豹参領）
    - 歩兵第2連隊第2大隊（大隊長：趙寧奎参領）
    - 歩兵第2連隊第3大隊（大隊長：洪昌杰参領）

  - 騎兵隊（隊長：柳東説参領）
  - 野戦砲兵隊（隊長：朴斗栄参領）
  - 工兵隊（隊長：金基元参領）
  - 軍楽隊（中隊長：白禹鏞二等軍楽長）
  - 輜重隊
  - 洪陵守備隊
- 鎮衛歩兵隊
  - 水原歩兵第1大隊（大隊長：崔学載参領）
    - 開城分遣隊
    - 安城分遣隊
    - 北漢分遣隊
    - 江華分遣隊（隊長：李東輝参領）

  - 清州歩兵第2大隊（大隊長：柳冀元参領）
    - 公州分遣隊
    - 洪州分遣隊

  - 大邱歩兵第3大隊（大隊長：梁在薰参領）
    - 安東分遣隊
    - 聞慶分遣隊
    - 普州分遣隊

  - 光州歩兵第4大隊（大隊長：李守鳳参領）
  - 原州歩兵第5大隊（大隊長：洪裕馨参領、大隊長代理：金徳済（朝鮮語版）正尉[22]）
    - 春川分遣隊
    - 竹山分遣隊
    - 江陵分遣隊
    - 高城分遣隊
    - 驪州駐隊（隊長：白南粛副尉）

  - 海州歩兵第6大隊（大隊長：朴文秉参領）
  - 黄州歩兵第7大隊（大隊長：徐相祚参領）
    - 平壌分遣隊
    - 安州分遣隊
    - 義州分遣隊
    - 江界分遣隊

  - 北青歩兵第8大隊（大隊長：金命煥参領）

## 階級
|      | 韓国軍人       | 日本軍人       |
| ---- | -------------- | -------------- |
| 将校 | 陸軍大元帥     | 陸軍大元帥     |
| 将校 | 陸軍副元帥     | なし（廃止）   |
| 将校 | 陸軍大将       | 陸軍大将       |
| 将校 | 陸軍副将       | 陸軍中将       |
| 将校 | 陸軍参将       | 陸軍少将       |
| 将校 | 陸軍○○正領     | 陸軍○○大佐     |
| 将校 | 陸軍○○副領     | 陸軍○○中佐     |
| 将校 | 陸軍○○参領     | 陸軍○○少佐     |
| 将校 | 陸軍○○正尉     | 陸軍○○大尉     |
| 将校 | 陸軍○○副尉     | 陸軍○○中尉     |
| 将校 | 陸軍○○参尉     | 陸軍○○少尉     |
| 下士 | 陸軍○○特務正校 | 陸軍○○特務曹長 |
| 下士 | 陸軍○○正校     | 陸軍○○曹長     |
| 下士 | 陸軍○○副校     | 陸軍○○軍曹     |
| 下士 | 陸軍○○参校     | 陸軍○○伍長     |
| 兵卒 | 陸軍○○上等兵   | 陸軍○○上等兵   |
| 兵卒 | 陸軍○○一等卒   | 陸軍○○一等卒   |
| 兵卒 | 陸軍○○二等卒   | 陸軍○○二等卒   |

## 海軍艦艇

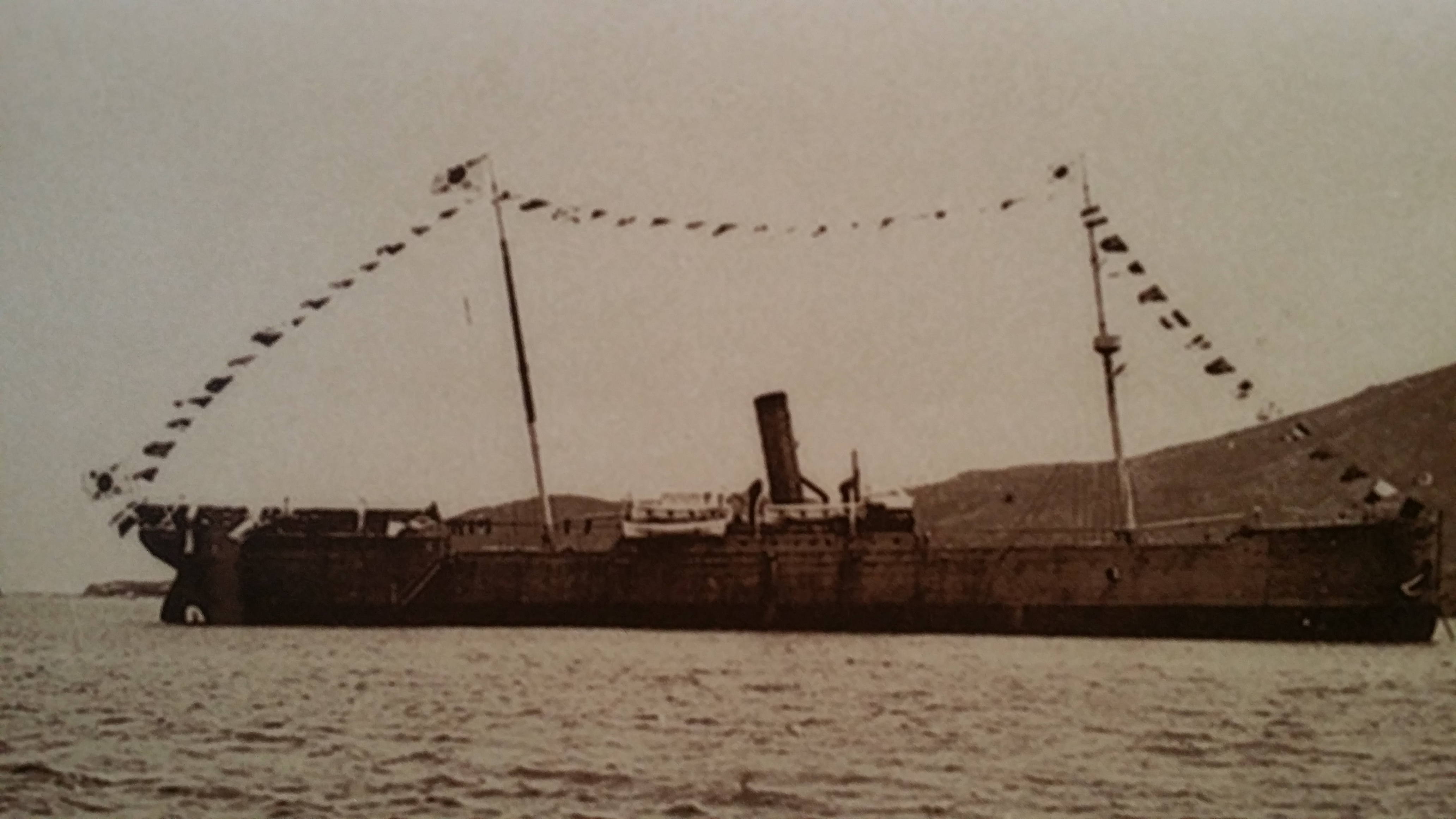
大韓帝国初の海軍艦艇、揚武号
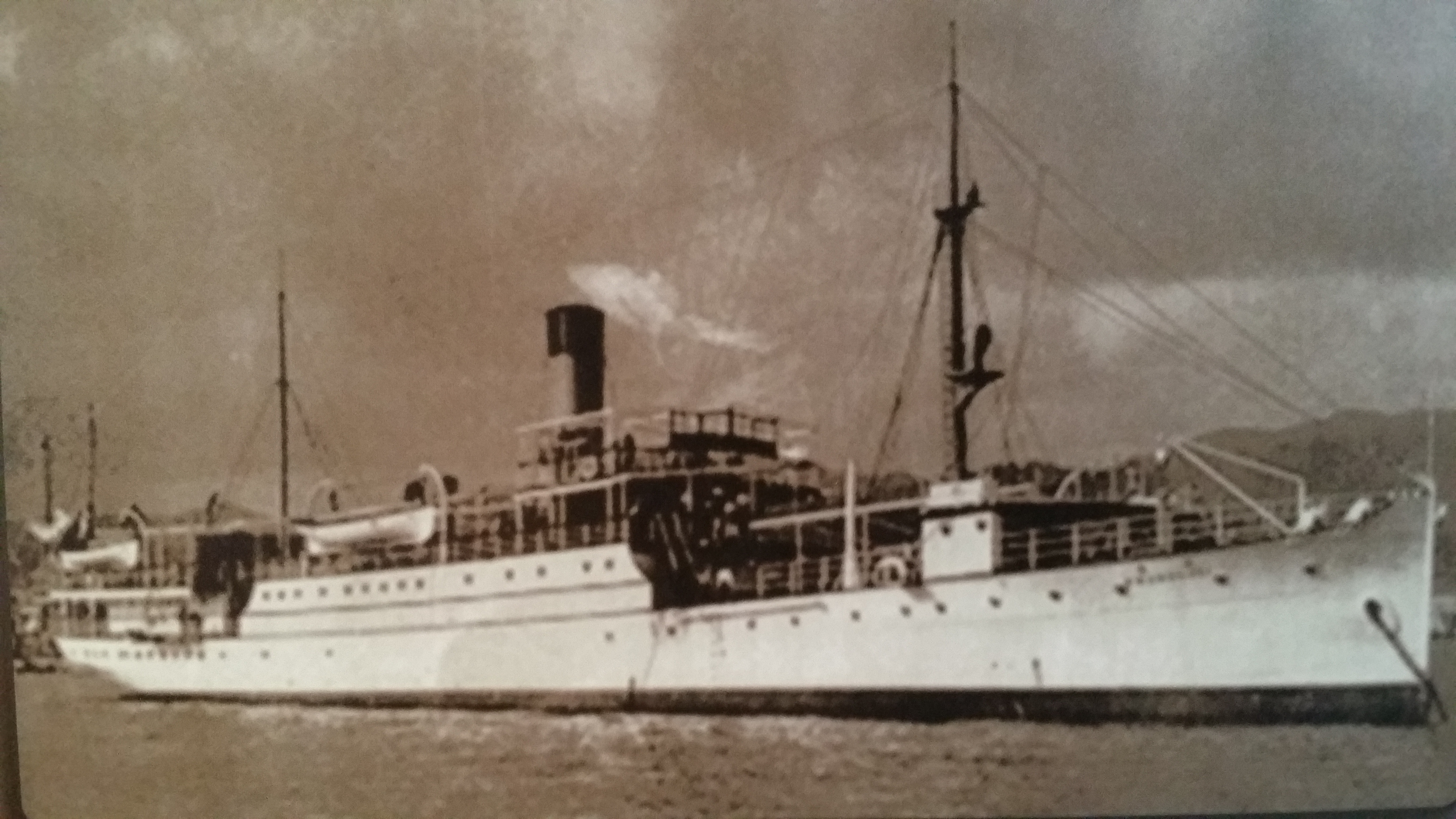
二番目の海軍艦艇、光済号